# George Oxenden (5e baronnet)
George Oxenden, 5e baronnet (26 octobre 1694 - 20 janvier 1775) est un homme politique whig anglais qui siège à la Chambre des communes de 1720 à 1754.

## Carrière
Oxenden est le fils de George Oxenden, maître de Trinity Hall, Cambridge et sa femme Elizabeth Dixwell fille de Basil Dixwell. En avril 1720, il succède à son frère Henry Oxenden, 4e baronnet et en mai 1720, il épouse Elizabeth Dunch, fille d'Edmund Dunch de Little Wittenham alors dans le Berkshire.

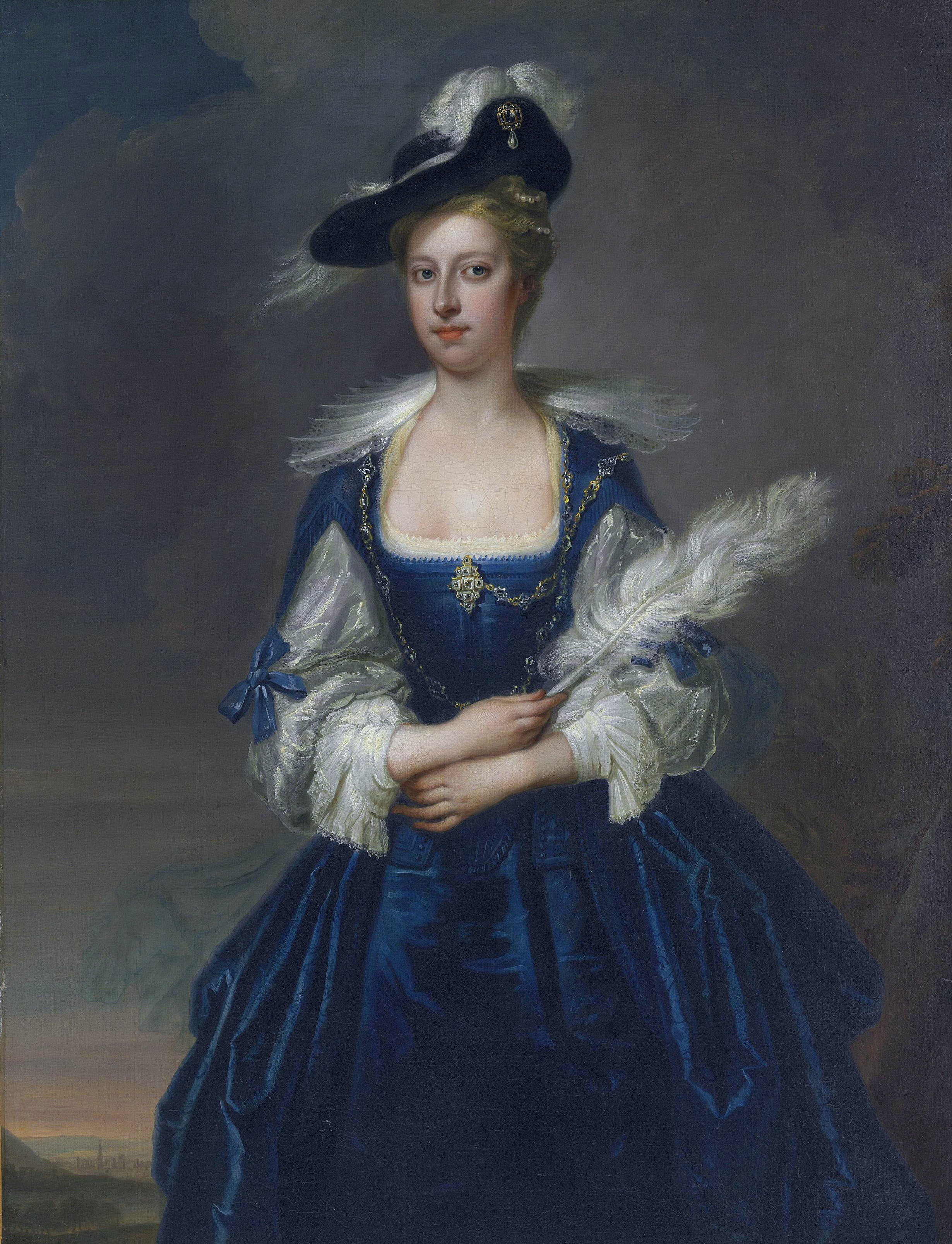
Elizabeth Dunch par Thomas Hudson

Oxenden est élu député de Sandwich lors d'une élection partielle le 9 mai 1720 et est réélu lors des élections générales de 1722. Il est nommé lord de l'Amirauté en 1725. En 1727, il est réélu député de Sandwich et devient lord du Trésor cette année-là. Il se présente également dans le Kent et à Sandwich en 1734. Il est battu dans le Kent mais réélu pour Sandwich. Il perd son poste de Lord du Trésor en juin 1737 et devient un partisan de la faction Prince de Galles à Leicester House. Il est réélu pour Sandwich aux élections générales de 1741 et 1747, mais ne se représente pas en 1754 sur la promesse d'un poste gouvernemental pour son fils qui ne s'est jamais concrétisé.

## Vie privée
Oxenden participe à au moins deux scandales et acquiert une très mauvaise réputation. À la mort de son oncle Basil Dixwell, 2e baronnet, décédé en 1750, sans fils, Oxenden hérite du domaine Dixwell, ou de ce qu'il en reste une fois les dettes payées. Comme condition de l'héritage, il devait prendre le nom de famille de Dixwell, mais bien qu'il ait obtenu une loi du Parlement en 1751, à cet effet, il n'est pas clair s'il a pris le nom de famille dans la pratique.
Oxenden meurt le 20 janvier 1775 à l'âge de 80 ans, laissant trois fils et trois filles. Son fils Henri lui succède comme baronnet.